# One Piece at a Time
„One Piece at a Time” (~„kawałek po kawałku”) – piosenka country o charakterze żartobliwym autorstwa Wayne’a Kempa, która nagrana została przez Johnny’ego Casha – z towarzyszeniem zespołu The Tennessee Three – w marcu 1976. Podmiotem lirycznym w utworze jest pracownik fizyczny zatrudniony w fabryce Cadillaca.

## Tekst
Bohater utworu patrząc się codziennie na budowane także przez niego samochody zdaje sobie sprawę, że nigdy nie będzie w stanie kupić żadnego z nich, i postanawia ukraść taki samochód wynosząc go z fabryki kawałek po kawałku. Mniejsze części przemyca w teczce, większe wywożone są z fabryki w przyczepie kempingowej jego kolegi. Po wielu latach udaje mu się w końcu złożyć samochód z wielu, niezbyt pasujących do siebie części:
The transmission was a ’53
And the motor turned out to be a ’73
And when we tried to put in the bolts all the holes were gone
(…)
Now the headlight' was another sight
We had two on the left and one on the right
But when we pulled out the switch all three of ’em come on.

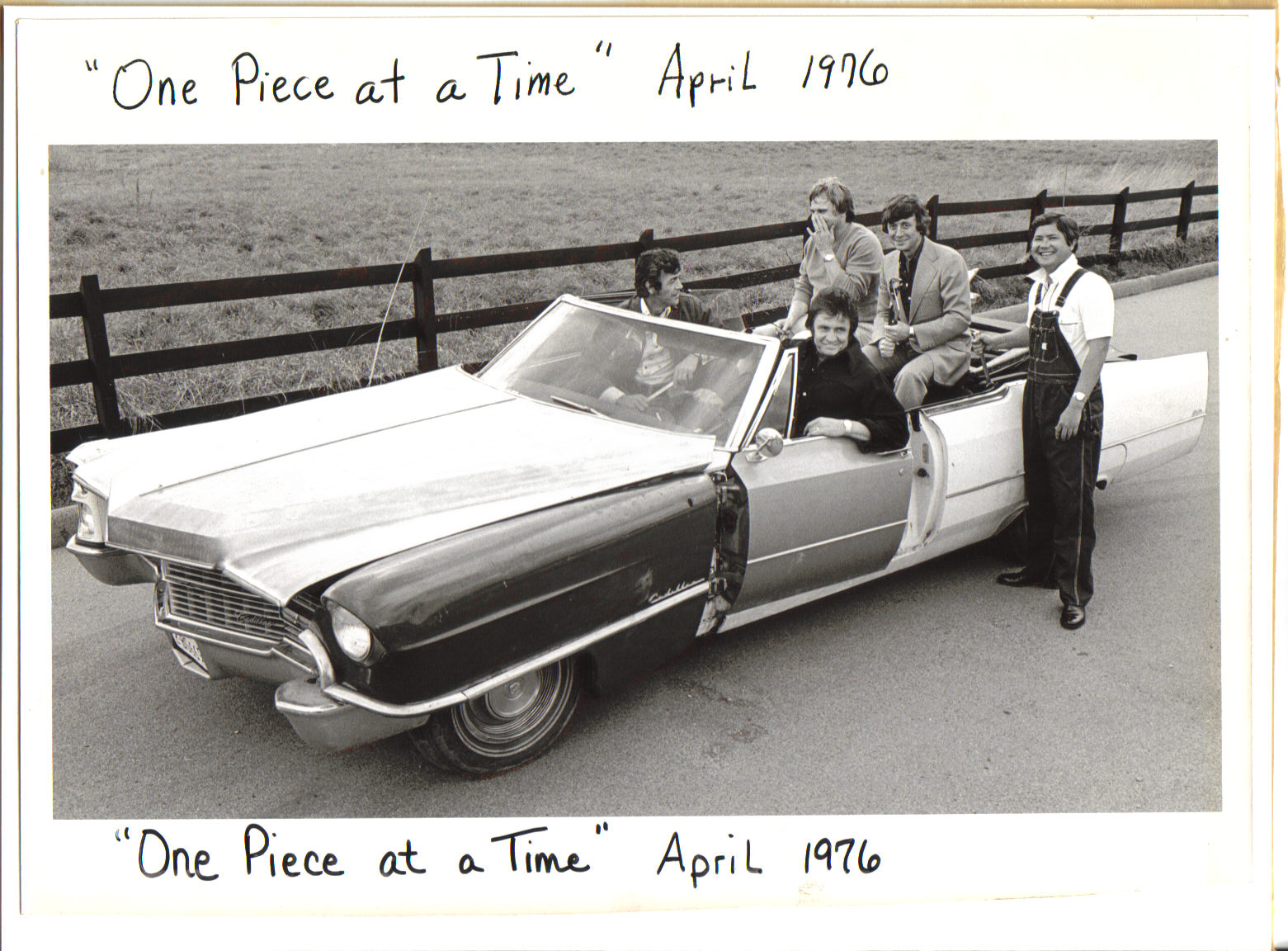
Johnny Cash za kierownicą Cadillaca opisanego w piosence

(Skrzynia biegów była z modelu 1953/A silnik był z 1973/A jak próbowaliśmy to razem złożyć to nic nie pasowało/Ze światłami była inna sprawa/Były dwa po lewej i jedno po prawej/Ale wszystkie trzy się zapalały naraz)
Według piosenki wszyscy którzy zobaczyli ten samochód nie mogli powstrzymać się od śmiechu, z wyjątkiem osób pracujących w Urzędzie Miejskim które musiały zarejestrować ten samochód, a jego dowód rejestracyjny ważył 60 funtów, czyli 27 kg (But up there at the court house they didn't laugh/'Cause to type it up it took the whole staff/And when they got through the title weighed sixty pounds).
Bruce Fitzpatrick, właściciel "Abernathy Auto Parts and Hilltop Auto Salvage" w Nashville zbudował Cadillaca dokładnie w taki sposób w jaki było to opisane w piosence.  Cash otrzymał ten samochód w kwietniu 1976, początkowo był on zaparkowany przed domem Casha, według nieoficjalnych informacji został on złomowany w 1977.
Piosenka dotarła na pierwsze miejsce listy przebojów Billboard Country Music w 1976.